# Michael Franti
Michael Franti (Oakland, 21 aprile 1966) è un rapper, poeta e musicista statunitense.
Dal 1994 è accompagnato dalla sua band personale, gli Spearhead, dei quali è cantante e occasionalmente chitarrista, che unisce l'hip hop a diversi altri stili musicali, quali il reggae, il folk, il funk, il jazz ed il rock.

## Biografia
Micheal Franti ha origini Italiane: il bisnonno paterno Jacopo Franti era umbro originario di Bastia Umbra emigrato negli Stati Uniti nei primi dell'Ottocento in cerca di fortuna.

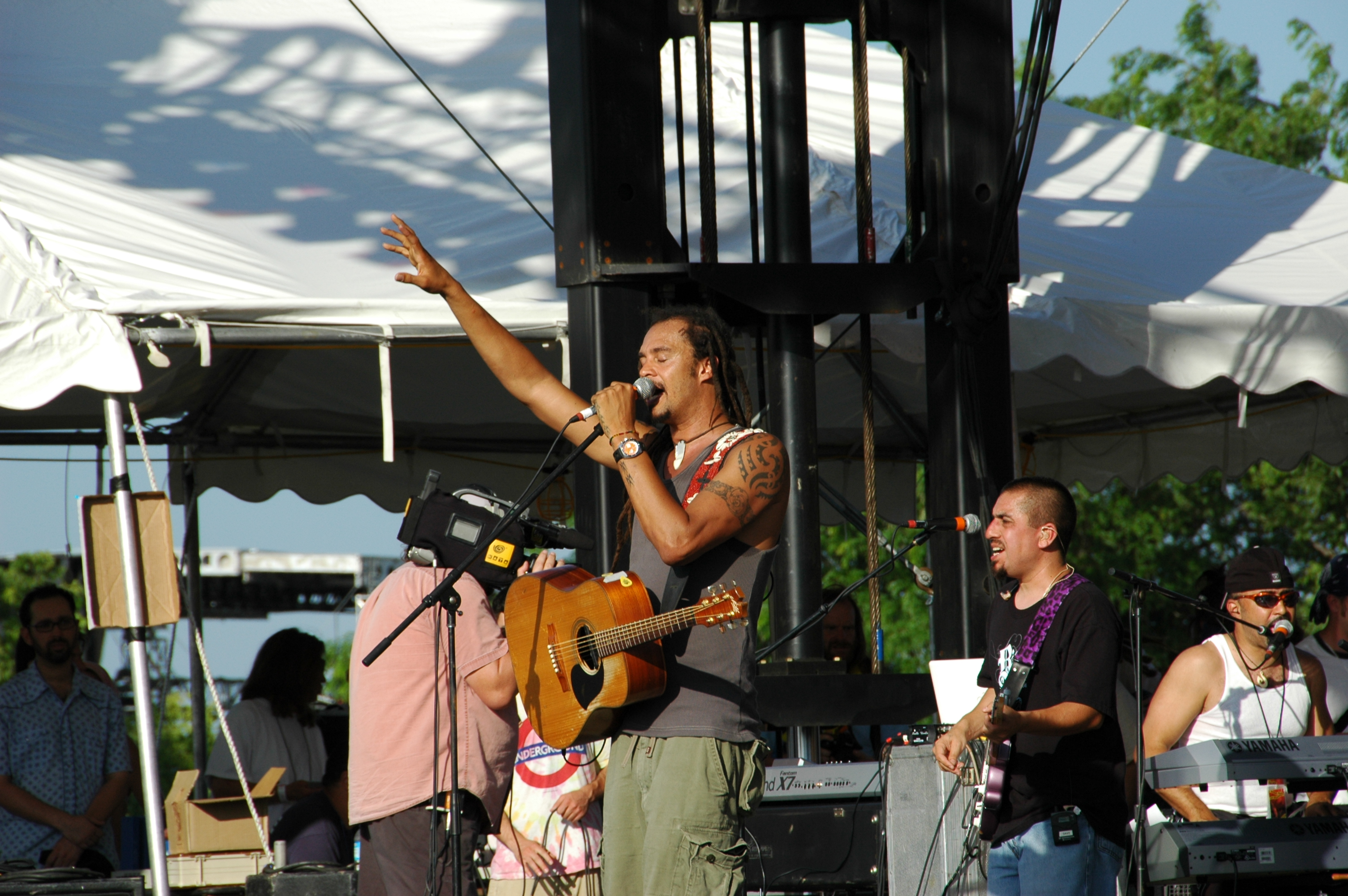
Franti and Spearhead al Wakarusa 2006

Dal 1986 Franti ha fatto parte di un gruppo musicale punk industrial, i The Beatnigs, con il DJ Rono Tse. Con lui, nel 1991, ha fondato anche il gruppo crossover The Disposable Heroes of Hiphoprisy, che ha visto la partecipazione del chitarrista jazz Charlie Hunter. I testi del gruppo erano estremamente taglienti contro le ingiustizie del mondo. Nel 1994 Franti ha formato il proprio gruppo personale, gli Spearhead, sperimentando e mescolando vari generi musicali, mantenendo inalterati i suoi messaggi. La sua critica alla rampante violenza del mondo dei gangsta rap gli attirò pesanti critiche da quell'ambiente, alcuni giunsero a ridicolizzarlo per essere stato adottato da bambino da genitori bianchi. Michael Franti continua a scrivere e cantare di AIDS, di senzatetto, di rapimenti, della brutalità della polizia e della pena di morte, dando voce ad un desiderio di pace e giustizia che prescinde dal colore della pelle, cercando sempre però di infondere energia positiva e ottimismo, dando messaggi di speranza per il futuro.
Michael Franti in Italia è particolarmente noto anche per aver collaborato diverse volte con il cantautore italiano Lorenzo Jovanotti Cherubini, suo grande estimatore e amico. Nel 1999 duettano per la prima volta nel pezzo Dal basso, nell'album Lorenzo 1999 - Capo Horn e nel 2008 cantando con lui il pezzo Mani libere 2008 dell'album Safari. Successivamente nel Safari Tour è salito sul palco del PalaLottomatica di Roma cantando proprio quest'ultima canzone e sul palco del Forum di Assago dove ha, inoltre, aperto il concerto con la sua band. Nel 2011 ha di nuovo duettato con il cantautore nella canzone Battiti di ali di farfalla nel nuovo album Ora. Ha nuovamente duettato con Lorenzo al Mediolanum Forum il 13 maggio 2011, aprendo anche questa volta il concerto. A giugno dello stesso anno viene pubblicato in Italia il singolo The Sound of Sunshine che ha avuto grande successo l'anno precedente negli Stati Uniti. Per l'occasione, solo in Italia, questo singolo, viene pubblicato con la collaborazione di Jovanotti che balza subito in classifica arrivando alla terza posizione. Nel 2014 ha collaborato con Caparezza al brano È tardi, presente nell'album Museica.

## Discografia

### Album
- 1985 – Music Maker
- 1986 – All Music Loud!
- 1988 – Time Bomb
- 1990 – Music 18
- 1991 – Moadlian's
- 1992 – All the Maker Music
- 1994 – Home
- 1996 – California
- 1997 – Chocolate Supa Highway
- 1999 – Stay Away
- 2001 – Stay Human
- 2003 – Everyone Deserves Music
- 2003 – Songs from the Front Porch - An Acoustic Collection, con Spearhead
- 2004 – Grand Music
- 2006 – Yell Fire!
- 2008 – All Rebel Rockers
- 2010 – The Sound of Sunshine
- 2013 – All People
- 2016 – Soulrocker
- 2019 – Stay Human Vol. II